# 日本の企業一覧 (鉱業)
日本の企業一覧(鉱業) （にほんのきぎょういちらん こうぎょう）は、鉱業を扱う日本の企業の一覧である。このうち上場企業については、証券コード・ISINコードを付記する。

## カ行
- 共立マテリアル (名証2部・1702 / )
- 合同資源（旧：合同資源産業）
- K&Oエナジーグループ（東証プライム・1663）
  - 関東天然瓦斯開発 (東証1部・1661 / JP3232200000)
  - 大多喜ガス（東証2部・9541）
  - K&Oヨウ素（旧：日本天然ガス）※豊田通商との共同出資

- INPEX（旧：国際石油開発帝石株式会社） (東証プライム・1605 / JP3294460005)

## サ行
- 三信鉱工
- JX石油開発（ENEOSグループ）
- 住石ホールディングス (東証スタンダード・1514 / JP3400750000)
  - 住石マテリアルズ（旧：住友石炭鉱業）
- 石油資源開発 (東証プライム・1662 / JP3421100003)

## タ行
- 戸高鉱業所

## ナ行
- 日鉄鉱業 (東証プライム・1515 / JP3680800004)
- 日本海洋掘削 (東証1部・1606 / JP3691500007)
- 日本コークス工業（旧：三井鉱山）（東証プライム・3315）

## ハ行
- 八戸鉱山株式会社（旧：住金鉱業）
- 備北粉化工業
- 広浦鉱業
- 富士石油（旧：AOCホールディングス）（東証プライム・5017）
  - アラビア石油 (東証1部・大証1部・1603)

## マ行
- 三井石油開発
- 三井松島ホールディングス (東証プライム・福証・1518 / JP3894000003)
  - 三井松島産業